# Jackson Structured Programming
De Jackson Structured Programming is een methode om gestructureerd te programmeren die beschreven werd door de Engelse informaticus Michael A. Jackson. Aan de hand van de gegevensstroom wordt een programma opgebouwd. Bij de voorstelling hiervan wordt gebruikgemaakt van blokken. De methode vertoont grote gelijkenissen met de Warnier-voorstelling die makkelijker uitgetypt kan worden.